# Listonožci
Listonožci (znanstveno ime Branchiopoda) so primitiven, a raznolik razred rakov, v katerega uvrščamo okoli 1000 danes živečih vrst. Ime so dobili po značilnosti, da dihajo s škrgami, ki izraščajo iz nog, sicer pa je med predstavniki malo podobnosti. Večinoma so majhne živali; med njimi najdemo ene najmanjših rakov sploh, največji škrgonožci pa dosežejo 10 cm dolžine.
Del predstavnikov ima jasno členjeno telo z 10 do 71 pari okončin, pri ostalih pa je členjenost neizrazita in imajo le 4 do 6 parov okončin. Najznačilnejše zanje so okončine, ki se lahko nahajajo na oprsju (t. i. torakopodi) in včasih na zadku in so različno oblikovane glede na funkcijo. Poleg gibanja in dihanja jih uporabljajo za filtracijo vode oz. lovljenje plena (odvisno od načina prehranjevanja), zaznavanje okolice idr.

## Ekologija
Večina vrst živi v kontinentalnih sladkih vodah, od začasnih bazenčkov do stalnih mirujočih ali počasi tekočih voda. Mnogo vrst je prilagojenih tudi na življenje v slanih vodah, predvsem slanih jezerih. V morju živi razmeroma malo predstavnikov. Med njimi so tako kozmopolitske vrste kot tudi vrste, ki živijo samo v enem rečnem sistemu, jezeru ali ribniku.
Večinoma se prehranjujejo s filtracijo drobnih organskih delcev iz vode, del vrst pa aktivno pobira hrano s podlage (so vsejedi ali mrhovinarji), lovi živalski plen ali zajeda na drugih živalih.